# Lucyna Kornobys

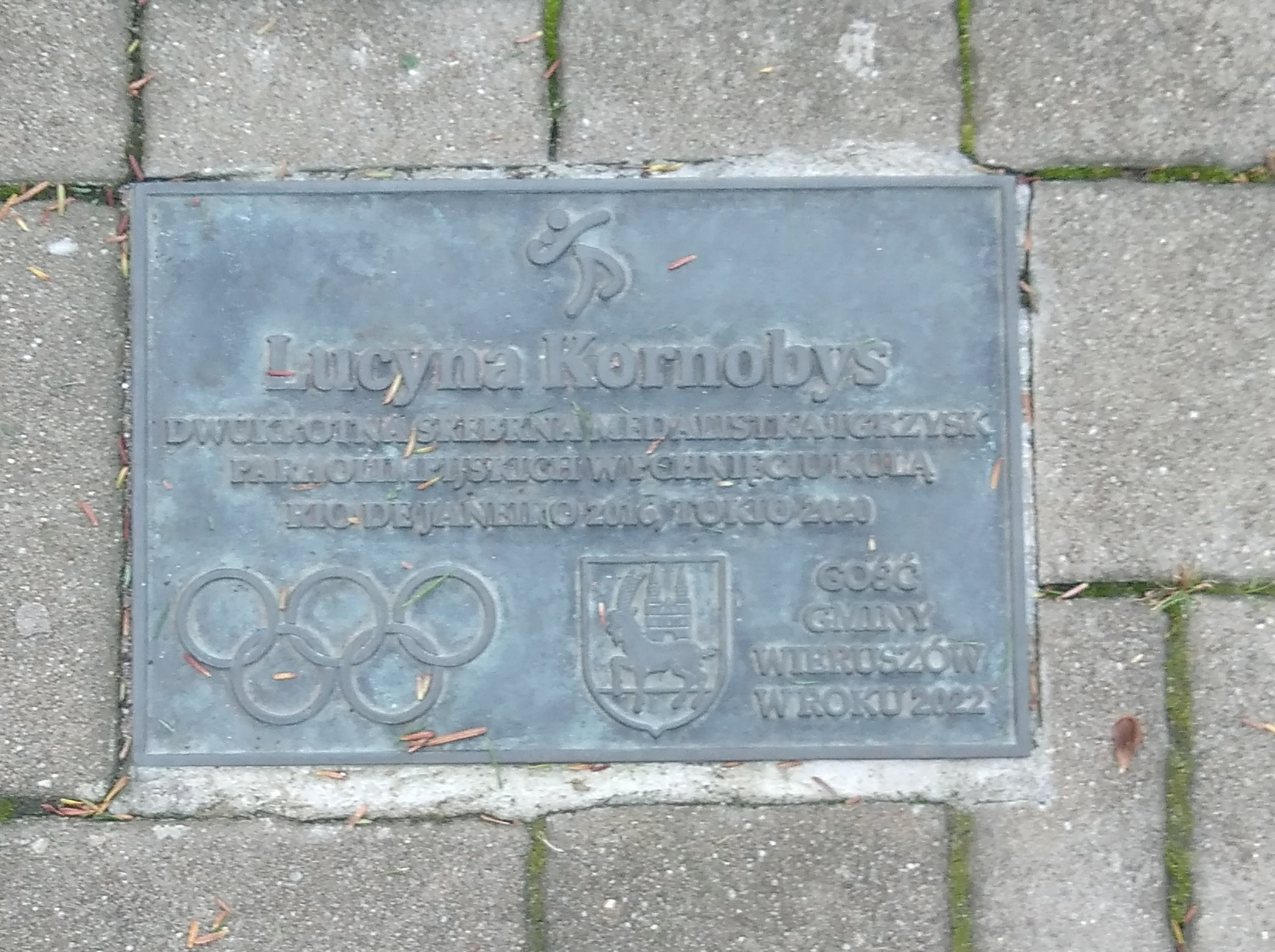
Tablica Lucyny Kornobys w Alei Olimpijczyków i Paraolimpijczyków w Wieruszowie

Lucyna Joanna Kornobys (ur. 17 lutego 1978 w Kamiennej Górze) – polska niepełnosprawna lekkoatletka, medalistka igrzysk paraolimpijskich, mistrzostw świata i Europy.

## Życiorys
Od 15 roku życia w związku ze schorzeniami kolan jest osobą niepełnosprawną. Ukończyła technikum gastronomiczne, a w 2005 studia z zakresu administracji na Uniwersytecie Wrocławskim. Pracowała w zakładzie pracy chronionej, od 2007 była zatrudniona jako referent w zespole szkół. W 2011 podjęła pracę w urzędzie miasta w Jeleniej Górze, gdzie została urzędniczką zajmującą się m.in. sprawami osób niepełnosprawnych i wolontariatu.
Została zawodniczką Startu Wrocław, zajęła się uprawianiem siatkówki na siedząco, a także takich konkurencji lekkoatletycznych jak pchnięcie kulą, rzut oszczepem i rzut dyskiem.
Pierwszy medal mistrzostw świata (srebro w rzucie oszczepem w kategorii F33–34/52–53) zdobyła w 2011, w 2015 zajęła 2. miejsce w rzucie oszczepem (F34) i 3. miejsce w pchnięciu kulą (F34). W obu konkurencjach wywalczyła kilka medali mistrzostw Europy, w tym w 2016 złoty medal w pchnięciu kulą (F34). W tej konkurencji na Letnich Igrzyskach Paraolimpijskich w Rio de Janeiro w 2016 zajęła drugie miejsce.
Kolejne medale wywalczyła podczas mistrzostw Europy w Berlinie w 2018. Zajęła tam w rzucie oszczepem trzecie miejsce z wynikiem 16,22 m. Zwyciężyła nadto w swojej kategorii w pchnięciu kulą. W obu konkurencjach pobiła rekord świata dla kategorii F33.
W 2019 zdobyła złoty medal w pchnięciu kulą w Dubaju na mistrzostwach świata, ustanawiając wynikiem 7,81 m rekord świata. W 2021 wywalczyła mistrzostwo Europy w pchnięciu kulą i brązowy medal w rzucie oszczepem. Po raz drugi w karierze zdobyła również srebrny medal igrzysk paraolimpijskich w pchnięciu kulą. Na mistrzostwach świata w 2023 w Paryżu zajęła drugie miejsce w pchnięciu kulą w swojej kategorii, osiągając 8,49 m. W 2024 na trzecich z rzędu igrzyskach zdobyła srebrny medal w pchnięciu kulą.
W 2020 wyróżniona nagrodą „Sport bez Barier” w ramach Plebiscytu „Przeglądu Sportowego”.
W wyborach w 2024 uzyskała mandat radnej Jeleniej Góry z ramienia Koalicji Obywatelskiej.

## Rekordy
- Rekordy świata[12]
  - Pchnięcie kulą (F33) – 7,81 (15 listopada 2019, Dubaj)
  - Rzut dyskiem (F33) – 20,70 (9 września 2019, Sieradz)
  - Rzut oszczepem (F33) – 16,99 (10 listopada 2019, Dubaj)
- Rekordy mistrzostw świata[13]
  - Pchnięcie kulą (F33) – 7,81 (15 listopada 2019, Dubaj)
  - Rzut oszczepem (F33) – 16,99 (10 listopada 2019, Dubaj)
- Rekordy Europy[14]
  - Pchnięcie kulą (F33) – 7,81 (15 listopada 2019, Dubaj)
  - Rzut dyskiem (F33) – 20,70 (9 września 2019, Sieradz)
  - Rzut oszczepem (F33) – 16,99 (10 listopada 2019, Dubaj)
- Rekordy mistrzostw Europy[15]
  - Pchnięcie kulą (F33) – 7,49 (20 sierpnia 2018, Berlin)
  - Rzut oszczepem (F33) – 16,22 (24 sierpnia 208, Berlin)

## Medale i wyniki na igrzyskach paraolimpijskich
| Rok  | Zawody                   | Miejscowość    | Konkurencja                   | Wynik | Pozycja    |
| ---- | ------------------------ | -------------- | ----------------------------- | ----- | ---------- |
| 2011 | Mistrzostwa świata       | Christchurch   | Rzut oszczepem (F33/34/52/53) | 14,09 | 2. miejsce |
| 2014 | Mistrzostwa Europy       | Swansea        | Pchnięcie kulą (F34)          | 7,39  | 2. miejsce |
| 2014 | Mistrzostwa Europy       | Swansea        | Rzut oszczepem (F34)          | 16,32 | 2. miejsce |
| 2015 | Mistrzostwa świata       | Doha           | Pchnięcie kulą (F34)          | 7,38  | 3. miejsce |
| 2015 | Mistrzostwa świata       | Doha           | Rzut oszczepem (F34)          | 18,15 | 2. miejsce |
| 2016 | Mistrzostwa Europy       | Grosseto       | Pchnięcie kulą (F34)          | 8,33  | 1. miejsce |
| 2016 | Mistrzostwa Europy       | Grosseto       | Rzut oszczepem (F34)          | 16,81 | 3. miejsce |
| 2016 | Igrzyska paraolimpijskie | Rio de Janeiro | Pchnięcie kulą (F34)          | 8,00  | 2. miejsce |
| 2016 | Igrzyska paraolimpijskie | Rio de Janeiro | Rzut oszczepem (F34)          | 17,88 | 4. miejsce |
| 2017 | Mistrzostwa świata       | Londyn         | Pchnięcie kulą (F34)          | 8,22  | 2. miejsce |
| 2017 | Mistrzostwa świata       | Londyn         | Rzut oszczepem (F34)          | 15,63 | 3. miejsce |
| 2018 | Mistrzostwa Europy       | Berlin         | Pchnięcie kulą (F33)          | 7,49  | 1. miejsce |
| 2018 | Mistrzostwa Europy       | Berlin         | Rzut oszczepem (F34)          | 16,22 | 3. miejsce |
| 2019 | Mistrzostwa świata       | Dubaj          | Pchnięcie kulą (F33)          | 7,81  | 1. miejsce |
| 2019 | Mistrzostwa świata       | Dubaj          | Rzut oszczepem (F34)          | 16,99 | 3. miejsce |
| 2021 | Mistrzostwa Europy       | Bydgoszcz      | Pchnięcie kulą (F34)          | 8,78  | 1. miejsce |
| 2021 | Mistrzostwa Europy       | Bydgoszcz      | Rzut oszczepem (F34)          | 16,12 | 3. miejsce |
| 2021 | Igrzyska paraolimpijskie | Tokio          | Pchnięcie kulą (F34)          | 8,60  | 2. miejsce |
| 2023 | Mistrzostwa świata       | Paryż          | Pchnięcie kulą (F34)          | 8,49  | 2. miejsce |
| 2024 | Igrzyska paraolimpijskie | Paryż          | Pchnięcie kulą (F34)          | 8,33  | 2. miejsce |

## Odznaczenia
- Krzyż Kawalerski Orderu Odrodzenia Polski (2021)[16][17]
- Srebrny Krzyż Zasługi (2016)[18]